# ムツコブヨコクビガメ
ムツコブヨコクビガメ（六瘤横首亀、学名：Podocnemis sextuberculata）は、ヨコクビガメ科ナンベイヨコクビガメ属に分類されるカメ。

## 分布
コロンビア南東部、ブラジル北部、ペルー北東部のアマゾン川水系

## 形態
最大甲長31.7cmとナンベイヨコクビガメ属最小種。オスよりもメスの方が大型になる。背甲はややドーム状に盛りあがり、上から見ると卵型。背甲の色彩は灰褐色一色。腹甲の色彩は淡黄色や緑褐色。
頭部の色彩は緑褐色や暗褐色。
幼体は後部縁甲板が鋸状に尖り、腹甲には左右に3つずつ瘤状の突起がある。種小名sextuberculataは「6つの瘤のある」の意で、和名や英名（six-tubercled=6つの瘤のある）と同義。また吻端や側頭部に淡黄色の斑紋が入る。成長に伴い縁甲板の突起や腹甲の瘤（胸甲板では残る個体が多い）、頭部の斑紋は消失する。

## 生態
河川などに生息する。
食性は雑食で、水草、魚類、貝類などを食べる。成長に伴い植物食傾向が強くなる。
繁殖形態は卵生。川岸や中州に、1回に7-22個の卵を年に2回に分けて産む。

## 人間との関係
生息地では卵も含めて食用にされる。
食用の乱獲やペット用の採集などにより生息数は激減している。
ペットとして飼育されることもあり、日本にも輸入されている。流通はまれ。アクアリウムで飼育される。低温に弱いため水中にヒーターを設置して保温し、陸場には局所的で水に強い暖房器具を照射して体を温め皮膚や甲羅を乾かすことのできる環境を作る。飼育下では人工飼料にも餌付き、少なくとも幼体は飼育下では属内でも動物食傾向が強い。